# Shawar
Shawar ibn Mujir al-Sa'di, (†18 januari 1169) was vizier van Egypte van 1162 tot 1169 in de nadagen van het Kalifaat van de Fatimiden onder kalief Al-Adid (1160-1171).

## Context
Het Kalifaat van de Fatimiden was gereduceerd tot Egypte en de kalief was een marionet in handen van de vizier. Het gevecht om deze positie was meer regel dan uitzondering. De kruisvaarders op de hoogte van de situatie, probeerden van Egypte hun uitvalbasis te maken om het Koninkrijk Jeruzalem beter te beschermen, de Kruisvaardersinvasie van Egypte (1154-1169).
De sterke man in de Levant was de atabeg van Syrië Nur ad-Din. Shawar, sinds 1162 vizier van Egypte, maakte van de situatie gebruik om de ene keer hulp te vragen bij Nur ad-Din en de andere keer bij de Koning van Jeruzalem Amalrik I. Na de slachtpartij van Bilbeis in 1168 verloren Amalrik en Shawar alle krediet. Nur ad-Din stuurde zijn bekwame generaal Shirkuh, die een einde maakte aan de Kruisvaardersinvasie. Shirkuh vermoordde Shawar en werd zelf de nieuwe vizier.